# 악몽의 골목
악몽의 골목(Nightmare Alley)은 미국에서 제작된 에드먼드 굴딩 감독의 1947년 영화이다. 타이론 파워 등이 주연으로 출연하였고 조지 제슬 등이 제작에 참여하였다.

## 출연

### 주연
- 타이론 파워
- 조안 블론델

### 조연
- 콜린 그레이
- 테일러 홈스
- 마이크 마주키
- 이안 케이스

## 제작진
- 미술: 라일 R. 휠러
- 미술: J. 러셀 스펜서
- 의상: 보니 캐신